# Marc Gomez
Marc Gomez (Rennes, 10 settembre 1954) è un ex ciclista su strada francese professionista dal 1982 al 1989.

## Carriera
Si impose in una edizione della Milano-Sanremo e dei Campionati francesi ed in tre tappe della Vuelta a España indossando anche per nove volte la maglia gialla simbolo del primato in classifica generale, cinque giorni nell'edizione del 1982 e quattro giorni in quella del 1986

## Palmarès
- 1978 (dilettanti)

Classifica generale Boucles de la Mayenne
- 1979 (dilettanti)

Boredaux-Saintes
Tour d'Ille-et-Vilaine
Tour d'Emeraud
1ª tappa Giro di Jugoslavia
- 1981 (dilettanti)

Bordeaux-Saintes
Tour d'Ille-et-Vilaine
Classifica generale Tour de Vendée
Prologo Ruban granitier breton
- 1982

Milano-Sanremo
Prologo Vuelta a España
1ª tappa Tour d'Armonique
- 1983

Campionati francesi, Prova in linea
3ª tappa Tour de l'Aude
- 1984

12ª tappa Grand Prix de l'Avenir
- 1985

1ª tappa Postigirot Open
Classifica generale Postgirot Open
1ª tappa Tour du Limousin
- 1986

1ª tappa Vuelta a España
20ª tappa Vuelta a España
1ª tappa Tour d'Armonique
- 1987

1ª tappa Vuelta a Castilla y León
- 1988

4ª tappa Vuelta a la Comunidad Valenciana
12ª tappa Volta a Portugal

### Altri successi
- 1980

Campionati francesi, Cronometro a squadre
- 1982

Ronde des Korrigans - Camors (criterium)
Criteriu di Langolen
Promotion Pernod
- 1984

Criterium di Lenester
- 1985

3ª tappa Tour de France (cronosquadre)
- 1988

Bordeaux-Cauderan

## Piazzamenti

### Grandi Giri
- Giro d'Italia

1985: 76º
- Tour de France

1982: 71º
1983: ritirato
1985: 99º
1986: 123º
1987: 79º
- Vuelta a España

1982: 35º
1986: 74º
1987: ritirato
1988: 66º

### Classiche monumento
- Milano-Sanremo

1982: vincitore
1983: 103º
1985: 58º
1987: 52º
1989: 97º
- Parigi-Roubaix

1983: 23º
1985: 28º
1987: 42º
1988: 48º
- Liegi-Bastogne-Liegi

1987: 49º

### Competizioni mondiali
- Campionati del mondo su strada

Valkenburg 1979 - Cronometro a squadre: 17º
Praga 1981 - Cronometro a squadre: 6º
Praga 1981 - In linea dilettanti: 9º
Goodwood 1982 - In linea: ritirato
Villach 1987 - In linea: ritirato
Ronse 1988 - In linea: 31º